# Капитан Сакен (минный крейсер)
«Капитан Сакен» — минный крейсер Черноморского флота. Строитель — капитан Роберт Юльевич Тирнштейн. Построен в Николаеве. Зачислен в списки 18 января 1886 года. Заложен 9 мая 1886 года. Спущен на воду 30 апреля 1889 года, вступил в строй в 1889 году.
Назван в честь капитана 2-го ранга Иоганна-Рейнгольда фон Остен-Сакена, дубель-шлюпка которого 20 мая 1788 года была атакована турецкой эскадрой в составе 30 судов. Не желая сдаваться неприятелю, Сакен взорвал своё судно вместе со взявшими его на абордаж турецкими галерами.

## Тактико-технические данные
- Водоизмещение: 742 т.
- Размеры:
  - длина — 69,4 м
  - ширина — 7,3 м
  - осадка — 3,1 м

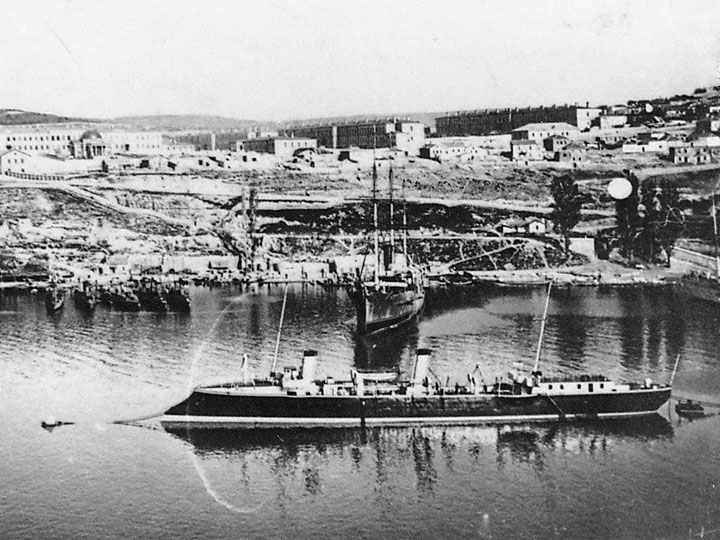
Минный крейсер «Капитан Сакен» в Южной бухте Севастополя

- Скорость хода максимальная: 18,3 узла.
- Силовая установка: 3 котла, 2341 л. с., 2 винта.
- Бронирование: палуба — 13 мм.
- Вооружение: 6х1 47-мм орудия, 4х1 37-мм орудия, три 380-мм торпедных аппарата.
- Экипаж: 7 офицеров, 120 матросов.

## Конструирование и постройка
Предполагалось, что второй минный крейсер будет полностью однотипным с «Лейтенантом Ильиным», заложенным тремя месяцами раньше. Однако Балтийский завод, имея рабочие чертежи механизмов крейсера «Лейтенант Ильин», взялся в течение 14—16 месяцев изготовить такую же установку своими силами и установить её на «Капитан Сакен» в Николаеве. Предложение сочли выгодным, и проект корабля переделали. Не меняя обводов корпуса (но снабдив его ещё более угрожающего вида таранным штевнем) перекомпоновали внутренние помещения для размещения машины и огнетрубных котлов цилиндрического типа взамен локомотивных.
Замена локомотивных котлов на цилиндрические произошла не сразу. 21 января 1887 года выяснилось, что новые котлы получаются на 25,5 т тяжелее требуемого, в результате чего журналом МТК № 12 было приказано убрать кормовые надстройки, а весь борт понизить почти на 1 метр.
Предложения по изменению проекта продолжали поступать независимо от Главного командира Николаевского порта и от дирекции Балтийского завода. МТК утвердил некоторые из них. В результате Р. Ю. Тирнштейн не мог осуществлять должный контроль за осуществлением проекта.
Параллельно строительству «Капитана Сакена» в Николаеве строились три канонерские лодки («Запорожец», «Донец», «Черноморец»), строителем которых вначале был назначен тот же Р. Ю. Тирнштейн (впоследствии его сменил штабс-капитан Берг). В силу императорского статуса этого заказа канонерским лодкам во всём отдавалось предпочтение. В результате «Капитан Сакен» даже не получил собственной закладной доски, а был включён в общий текст единой (беспрецедентный случай в русском флоте) доски, изготовленной для трёх лодок, строящихся в Николаеве. Строительство минного крейсера затянулось, и к моменту его спуска на воду канонерские лодки уже начинали ходовые испытания.
В результате многочисленных переделок в корме крейсера вместо надстройки были установлены рубки для офицеров и отдельно для командира. Баковую надстройку заменили карапасной палубой. Расположение офицерских кают (в кормовой части жилой палубы) было утверждено только в ноябре 1887 года. Кроме того, в конструкцию «Капитана Сакена» внесли изменения с целью исправить недостатки, выявленные при испытаниях «Лейтенанта Ильина». Цилиндры среднего и низкого давления снабдили рубашками, а угольные ямы — трубами для замера температуры угля. Были сняты паровые подъёмники для удаления из топок золы и шлака. В результате всех переделок водоизмещение корабля в полном грузу оказалось на четверть тяжелее проектного.
Вооружение ограничили шестью 47-мм и четырьмя 37-мм пушками. Поворотные минные аппараты после выявления большой перегрузки решили не ставить. Из пяти минных аппаратов два бортовых оказались очень неудобны для заряжания и впоследствии были сняты.
Неоднократно возобновлявшиеся ходовые испытания показали, что мощность механизмов при 223 об/мин не превышала 2341 л. с. Вместо ожидавшейся 21-узловой скорости корабль выжимал только 18,3 узла.

## История службы
Несмотря на недостатки корабля, Черноморский флот, до конца XIX века не получивший ни одного крейсера, использовал «Капитана Сакена» в роли посыльного и разведочного корабля.
30 мая 1890 года был зачислен в состав Практической эскадры Чёрного моря.
25 августа 1899 года в Севастополе была впервые в мировой истории установлена радиосвязь между боевыми кораблями. Приёмо-передающие устройства разместили на броненосцах «Георгий Победоносец» и «Три святителя», а передатчик — на минном крейсере «Капитан Сакен».
Во время севастопольского восстания 1905 года минный крейсер остался в подчинении вице-адмирала Г. П. Чухнина и вместе с правительственной эскадрой обстреливал восставшие корабли.
8 апреля 1907 года переименован в портовое судно «Бомборы». В боевых действиях участия никогда не принимал. Исключён из списков 22 декабря 1909 года.

## Командиры крейсера
Командирами минного крейсера «Капитан Сакен» в составе Российского императорского флота в разное время служили:
- капитан 2-го ранга В. В. Полисадов (1889—1891 годы);
- капитан 2-го ранга М. А. Данилевский (15.03.1893—1895 годы);
- капитан 2-го ранга Е. П. Рогуля (1895 год)[1];
- капитан 2-го ранга В. Ф. Нестеренко (до 06.12.1897)
- капитан 2-го ранга К. Н. Львов (06.12.1897—22.12.1897[2])
- капитан 2-го ранга Л. А. Брусилов (05.01.1898—1899 годы);
- капитан 2-го ранга И. Ф. Бострем (10.05.1899—хх.хх.1900)
- капитан 2-го ранга Зозулевич, Иван Сампсонович (хх.хх.1901 — 01.01.1904)
- капитан 2-го ранга П. В. Колюпанов (01.01.1904—30.05.1905)
- капитан 2-го ранга С. Н. Акимов (30.05.1905—хх.хх.1905);
- капитан 2-го ранга В. В. Шельтинг (хх.хх.1905—09.10.1906 годы);
- капитан 2-го ранга Иванов, Спиридон Матвеевич (с 16.10.1906)

## Служили на корабле
- Вишневский Илиодор Петрович — в 1892 году назначен старшим судовым механиком.
- Гордеев Сергей Васильевич — в 1904 году старший судовой инженер механик.
- Марин Иван — в 1904 году старший офицер.